# Secretaría de Seguridad y Protección Ciudadana
La Secretaría de Seguridad y Protección Ciudadana (SSPC) es una de las veintiún secretarías de Estado que, junto con la Consejería Jurídica del Ejecutivo Federal y la Agencia de Transformación Digital y Telecomunicaciones, conforman el gabinete legal del presidente de México. Es el despacho del poder ejecutivo federal con funciones de ministerio del interior en materia de seguridad pública. 
Es la encargada de diseñar, planear, ejecutar y coordinar las políticas públicas dirigidas a evitar la comisión de delitos y faltas contra las personas y sus bienes. Lo anterior incluye, coordinarse con la Secretaría de la Defensa Nacional, para que a través de la Guardia Nacional, se ejecuten las acciones de combate al delito previstas en la «Estrategia Nacional de Seguridad Pública» para dicha fuerza armada; comandar el Centro Nacional de Inteligencia; colaborar con la Fiscalía General de la República y el Poder Judicial en los procesos de investigación y persecución de los delitos, siendo los elementos que usen para dicho fin, comandados por el ministerio público; auxiliar a los distintos niveles e instancias de gobierno para el desarrollo y ejecución del sistema de seguridad pública, la profesionalización de los cuerpos policiales y la formación de estos en sus centros de capacitación y adiestramiento; proponer dentro del Consejo Nacional de Seguridad Pública, la estrategia gubernamental para la prevención del delito; auxiliar, bajo solicitud de cualquier nivel de gobierno o instancia, en la protección de bienes y personas ante amenazas inminentes, tanto por causas humanas como naturales; salvaguardar las vías generales de comunicación; recopilar información cuantitativa vinculada a los delitos de alto impacto; administrar el sistema penitenciario federal; autorizar y vigilar la prestación de servicios privados de seguridad; colaborar en el ámbito de sus facultades, con la Secretaría de Gobernación, en la administración del Sistema Nacional de Protección Civil.

## Funciones
Según la Ley Orgánica de la Administración Pública Federal en su  Artículo 30 Bis le corresponde el despacho de las siguientes funciones:

- I. Formular la Estrategia Nacional de Seguridad Pública y la propuesta de Programa Nacional de Seguridad Pública, dirigir la política de prevención social de las violencias y ejecutar, en el marco de sus atribuciones, las políticas, programas y acciones, así como el programa sectorial correspondiente, con el fin de coordinar la prevención del delito; proteger a la población ante todo tipo de amenazas y riesgos, con plena sujeción a los derechos humanos y libertades fundamentales; salvaguardar la integridad y los derechos de las personas, así como preservar las libertades, el orden y la paz públicos. Asimismo, proponer al Ejecutivo Federal la política criminal y las medidas que garanticen la congruencia de ésta entre las dependencias de la Administración Pública Federal;
- II. Coordinar el gabinete de seguridad del Gobierno Federal, las acciones para la vigilancia y protección de las instalaciones estratégicas, en términos de ley, así como, en el marco del Sistema Nacional de Seguridad Pública, proponer acciones tendientes a asegurar la coordinación entre la Federación, la Ciudad de México, los estados y los municipios. El Secretariado Ejecutivo del Sistema Nacional de Seguridad Pública tiene la atribución de proponer al Consejo Nacional de Seguridad Pública y, en su caso, coordinar las políticas, los estándares, lineamientos y protocolos en materia de arquitectura, infraestructura, desarrollo y equipamiento institucional, carrera policial y régimen de seguridad social; los criterios de distribución para la asignación de recursos federales y los esquemas de control y verificación respectivos; los programas rectores y las políticas para la profesionalización y certificación de las instituciones de seguridad y justicia, y de las personas que laboran en ellas; los lineamientos y criterios para establecer, fortalecer y homologar los planes y programas para la formación y actualización policial, ministerial, pericial y penitenciaria, a través de las academias e institutos especializados; los lineamientos para la aplicación de los procedimientos en materia del régimen disciplinario policial, y las demás que le atribuyan expresamente otros ordenamientos, reglamentos y acuerdos;
- III. Realizar, de acuerdo con lo establecido en el artículo 21 constitucional, funciones de seguridad a cargo de la Federación, para cuyo fin deberá organizar, dirigir y supervisar las instituciones bajo su adscripción para realizar la investigación y persecución de delitos basada en inteligencia, información estratégica, análisis, colaboración, práctica de operaciones especiales y aprovechamiento de la tecnología informática, para generar y aportar mayores elementos de prueba que originen y fortalezcan carpetas de investigación ministerial, con la finalidad de que los indicios, datos y pruebas que se recaben sean admisibles en juicio con plena sujeción a los derechos humanos y libertades fundamentales, en coordinación con la Fiscalía General de la República y las dependencias competentes conforme a las disposiciones jurídicas aplicables;
- IV. Proponer, en el seno del Consejo Nacional de Seguridad Pública, políticas, acciones y estrategias de coordinación en materia de prevención del delito y política criminal para todo el territorio nacional; efectuar, en coordinación con la Fiscalía General de la República, estudios sobre los actos delictivos no denunciados e incorporar esta variable en el diseño de las políticas en materia de prevención del delito;
- V. Realizar funciones de coordinación, cuando así se requiera, a consideración de la Secretaría, de las policías estatales, con el objeto de dar cumplimiento a lo establecido en el artículo 21 constitucional, con fines de investigación y persecución de los delitos, en términos de lo previsto en la fracción III de este artículo; promover la celebración de convenios entre las autoridades federales, y de éstas, con las estatales, municipales y de la Ciudad de México para la coordinación y funcionamiento del Sistema Nacional de Seguridad Pública y el combate a la delincuencia, así como establecer acuerdos de colaboración con instituciones similares, en los términos de los tratados internacionales, conforme a la legislación;
- VI. Auxiliar y coordinarse con el Poder Judicial de la Federación y los poderes judiciales de las entidades federativas, así como con la Fiscalía General de la República y las fiscalías estatales, cuando así se requiera, en la investigación y persecución de los delitos bajo el mando y conducción técnica del Ministerio Público, de conformidad con las disposiciones jurídicas aplicables, así como coadyuvar en diligencias ministeriales y judiciales;
- VII. Proponer al Consejo Nacional de Seguridad Pública el desarrollo de políticas orientadas a prevenir los delitos federales y, por conducto del Sistema Nacional de Seguridad Pública, en los delitos del fuero común; promover y facilitar la participación social para el desarrollo de actividades de vigilancia sobre el ejercicio de sus atribuciones en materia de seguridad pública, y atender de manera expedita las denuncias y quejas ciudadanas con relación al ejercicio de estas atribuciones;
- VIII. Proporcionar a la Secretaría de Gobernación la información para que ésta publique y actualice una página electrónica específica en la cual se registren los datos generales de las personas reportadas como desaparecidas en todo el país. La información deberá ser pública y permitir que la población en general pueda aportar información sobre el paradero de las mismas;
- IX. Ejecutar las penas por delitos del orden federal y administrar el sistema penitenciario federal y de justicia para adolescentes, en términos de la política especial correspondiente y con estricto apego a los derechos humanos. Para prevenir y desactivar escenarios de riesgo y actos delictivos dentro y en relación con los centros penitenciarios, contará con sistemas y herramientas de investigación, monitoreo e inteligencia criminal y penitenciaria, pudiendo coordinarse de manera directa con el Centro Nacional de Inteligencia y autoridades competentes para la generación de inteligencia operable;
- X. Organizar y dirigir actividades de reinserción social y supervisión de la libertad condicional, de acuerdo con los programas y las acciones que el órgano respectivo determine, así como las relativas a la supervisión de medidas cautelares y suspensión condicional al proceso de conformidad con la normatividad aplicable en la materia y en coordinación con las autoridades competentes;
- XI. Participar, en el ámbito de su competencia, conforme a los tratados respectivos, en el traslado de las personas privadas de su libertad a que se refiere el párrafo séptimo del artículo 18 constitucional;
- XII. Coordinar, operar e impulsar la mejora continua del sistema de información, reportes y registro de datos en materia criminal; desarrollar las políticas, normas y sistemas, y llevar a cabo acciones para requerir, tener acceso, recibir e intercambiar información que pueda revelar o esclarecer hechos, aportar indicios y pruebas durante las investigaciones, por parte de las instituciones y autoridades que dispongan de ella, así como establecer un sistema destinado a obtener, analizar, estudiar y procesar información para la prevención de delitos, mediante métodos que garanticen el estricto respeto a los derechos humanos;
- XIII. Establecer mecanismos e instancias para la coordinación integral de las tareas y cuerpos de seguridad pública y policial, así como para el análisis y sistematización integral de la investigación e información de seguridad pública en el marco del Sistema Nacional de Seguridad Pública;
- XIV. Establecer mecanismos e instancias para la coordinación integral de las tareas, así como para el análisis y sistematización integral de la investigación e información de seguridad nacional;
- XV. Otorgar las autorizaciones a empresas que presten servicios privados de seguridad en dos o más entidades federativas, supervisar su funcionamiento e informar periódicamente al Sistema Nacional de Seguridad Pública sobre el ejercicio de esta atribución;
- XVI. Coordinar y establecer mecanismos para contar oportunamente con la información de seguridad pública y seguridad nacional, así como del ámbito criminal y preventivo que esta Secretaría requiera de dependencias y organismos competentes en dichas materias, para el adecuado cumplimiento de las atribuciones que las leyes le establecen;
- XVII. Organizar, dirigir y supervisar bajo su adscripción al Centro Nacional de Inteligencia, el cual operará tareas de inteligencia en términos de la Ley de Seguridad Nacional, con el fin de preservar la integridad, estabilidad y permanencia del Estado mexicano, alcanzar la paz social, así como contribuir, en lo que corresponda al Ejecutivo de la Unión, a dar sustento a la unidad nacional, a preservar la cohesión social y a fortalecer las instituciones de gobierno;
- XVIII. Impulsar la efectiva coordinación del Consejo de Seguridad Nacional, así como la celebración de convenios y bases de colaboración que dicho Consejo acuerde;
- XIX. Informar al Poder Legislativo Federal sobre los asuntos de su competencia en materia de seguridad nacional;
- XX. Conducir y poner en ejecución, en coordinación con las autoridades de los Gobiernos de los Estados y la Ciudad de México, con los gobiernos municipales y con las dependencias y entidades de la Administración Pública Federal, las políticas y programas de protección civil del Ejecutivo, en el marco del Sistema Nacional de Protección Civil, para la prevención, auxilio, recuperación y apoyo a la población en situaciones de desastre y concertar con instituciones y organismos de los sectores privado y social las acciones conducentes al mismo objetivo;
- XXI. Presidir el Consejo Nacional de Seguridad Pública y el de Seguridad Nacional en ausencia de la persona titular del Ejecutivo Federal, así como coadyuvar y coordinar, en el ámbito de su competencia, a las autoridades que tienen atribuciones en materia de seguridad nacional;
- XXII. Presidir la Conferencia Nacional de Secretarios de Seguridad Pública, nombrar y remover a su secretario técnico y designar tanto a quien presidirá, como a quien fungirá como secretario técnico de la Conferencia Nacional del Sistema Penitenciario, en el marco del Sistema Nacional de Seguridad Pública;
- XXIII. Proponer a la persona titular del Ejecutivo Federal el nombramiento de la persona titular del Secretariado Ejecutivo del Sistema Nacional de Seguridad Pública;
- XXIV. Coordinar y supervisar la operación del Registro Público Vehicular, a través del Secretariado Ejecutivo del Sistema Nacional de Seguridad Pública;
- XXV. Recibir las solicitudes de indulto y amnistía formuladas en el ámbito de competencia del Ejecutivo Federal, con excepción de los delitos del orden militar. Asimismo, promover el reconocimiento de inocencia o anulación de sentencia en los casos previstos en el Título XIII del Código Nacional de Procedimientos Penales;
- XXVI. Prestar servicios de protección, custodia, vigilancia y seguridad de personas, bienes e instalaciones, a las dependencias y entidades de la Administración Pública Federal, así como a los órganos de carácter federal de los Poderes Legislativo y Judicial, organismos constitucionalmente autónomos y demás instituciones públicas que así lo soliciten, y llevar a cabo operaciones especiales y estrategias de investigación e inteligencia derivado de su labor como policía complementaria; Asimismo, podrá prestar dichos servicios a personas físicas o morales cuando se requiera preservar la seguridad de bienes nacionales, de actividades concesionadas o permisionadas por el Estado, u otras que por su condición, relevancia o trascendencia contribuyan al desarrollo nacional, así como a representaciones de gobiernos extranjeros en territorio nacional. Los entes públicos o privados que soliciten los servicios deben cubrir el pago autorizado por la Secretaría de Hacienda y Crédito Público por concepto de contraprestación, y
- XXVII. Las demás que le atribuyan expresamente las leyes y reglamentos

## Organigrama
Para el estudio, planeación y despacho de los asuntos de su competencia, la Secretaría cuenta con las unidades administrativas y órganos administrativos desconcentrados siguientes:
- Secretario
  - Subsecretaría de Seguridad Pública
    - Unidad de Información, Infraestructura Informática y Vinculación Tecnológica
      - Centro Nacional de Información Plataforma México
      - Dirección General de Gestión de Servicios, Ciberseguridad y Desarrollo Tecnológico

    - Unidad de Política Policial, Penitenciaria y Seguridad Privada
      - Dirección General de Política y Desarrollo Penitenciario
      - Dirección General de Política y Desarrollo Policial
      - Dirección General de Seguridad Privada
      - Secretaría Técnica de las Conferencias Nacionales de Secretarios de Seguridad Pública y del Sistema Penitenciario

  - Subsecretaría de Planeación, Prevención, Protección Civil y Construcción de Paz
    - Unidad de Prevención de la Violencia y el Delito
      - Dirección General de Planeación Estratégica para la Prevención
      - Dirección General de Implementación y Evaluación de Políticas para la Prevención

    - Coordinación Nacional de Protección Civil
      - Dirección General de Protección Civil
      - Dirección General para la Gestión de Riesgos
      - Dirección General de Vinculación, Innovación y Normativa en Protección Civil

    - Unidad de Planeación y Evaluación Institucional
      - Dirección General de Planeación y Prospectiva
      - Dirección General de Integración y Evaluación Institucional

    - Unidad de Políticas y Estrategias para la Construcción de Paz con Entidades Federativas y Regiones
      - Dirección General de Coordinación con Entidades Federativas Zona 1
      - Dirección General de Coordinación con Entidades Federativas Zona 2

    - Unidad de Análisis Estratégicos y Vinculación Interinstitucional
      - Dirección General de Análisis Criminal
      - Dirección General de Política Criminal
      - Dirección General de Vinculación Interinstitucional
      - Dirección General de Coordinación Estratégica

    - Unidad General de Asuntos Jurídicos y Transparencia
      - Dirección General de lo Consultivo y Derechos Humanos
      - Dirección General de lo Contencioso y Procedimientos Constitucionales
      - Dirección General de Transparencia y Archivos

    - Unidad de Administración y Finanzas
      - Dirección General de Recursos Humanos
      - Dirección General de Recursos Materiales, Servicios y Obra Pública
      - Dirección General de Programación y Presupuesto

    - Órgano Interno de Control
      - Dirección General de Comunicación Social

### Órganos administrativos desconcentrados
- Coordinación Nacional Antisecuestro
- Servicio de Protección Federal
- Centro Nacional de Prevención de Desastres
- Prevención y Readaptación Social
- Secretariado Ejecutivo del Sistema Nacional de Seguridad Pública
- Centro Nacional de Inteligencia

## Lista de secretarios de Seguridad Pública de México

### Secretaría de Seguridad Pública
- Gobierno de Vicente Fox (2000 - 2006)
  - (2000 - 2004): Alejandro Gertz Manero
  - (2004 - 2005): Ramón Martín Huerta
  - (2005 - 2006): Eduardo Medina Mora

- Gobierno de Felipe Calderón (2006 - 2012)
  - (2006 - 2012): Genaro García Luna

### Comisión Nacional de Seguridad
- Gobierno de Enrique Peña Nieto (2012 - 2018)
  - (2012 - 2014): Manuel Mondragón y Kalb
  - (2014 - 2015): Monte Alejandro Rubido García
  - (2015 - 2018): Renato Sales Heredia

### Secretaría de Seguridad y Protección Ciudadana
- Gobierno de Andrés Manuel López Obrador (2018 - 2024)
  - (2018 - 2020): Alfonso Durazo Montaño
  - (2020 - 2024): Rosa Icela Rodríguez

- Gobierno de Claudia Sheinbaum (2024 - 2030)
  - (2024 - actual): Omar García Harfuch